# Her Soul's Inspiration
Her Soul's Inspiration er en amerikansk stumfilm fra 1917 af Jack Conway.

## Medvirkende
- Ella Hall som Mary Weston.
- Marc B. Robbins som Daddy Weston.
- Dick Ryan som Philip Carstairs.
- Edward Hearn som Silent Bob.
- Marcia Moore som Zella.